# Łukasz Mierzejewski
Łukasz Mierzejewski (ur. 31 sierpnia 1982 w Ciechanowie) – polski piłkarz, występujący na pozycji napastnika lub obrońcy, trener.

## Kariera klubowa
Dawniej częściej wystawiany na boisku był jako napastnik. Karierę piłkarską rozpoczynał jako zawodnik klubu SKS Trójka Ciechanów. Później przeniósł się do Lechii/Polonii Gdańsk, by potem przejść do Legii Warszawa, ŁKS-u Łódź, Świtu Nowy Dwór Mazowiecki, Widzewa Łódź, AO Kavala i Podbeskidzia Bielsko-Biała. W 2012 roku trafił do HNK Rijeka. 22 grudnia 2013 roku Mierzejewski został zawodnikiem klubu z zaplecza Ekstraklasy – Górnika Łęczna.
Rozegrał ponad 220 spotkań w pierwszej lidze (obecnie Ekstraklasa), strzelając w nich trzynaście bramek. Jego debiut w najwyższej klasie rozgrywkowej miał miejsce 4 listopada 2000 roku w zremisowanym 1:1 meczu pomiędzy Legią Warszawa a Orlenem Płock. Ze stołeczna drużyną został Mistrzem Polski oraz zdobył Puchar Ligi w sezonie 2001/02. Pięć lat później po raz drugi wygrał rozgrywki ligowe, tym razem z Zagłębiem Lubin.

## Kariera reprezentacyjna
W grudniu 2009 roku Mierzejewski został powołany przez selekcjonera reprezentacji Polski Franciszka Smudę na turniej o Puchar Króla Tajlandii. Jako jeden z nielicznych rozegrał wszystkie mecze na turnieju w Tajlandii.
| Mecze i gole w reprezentacji | Mecze i gole w reprezentacji | Mecze i gole w reprezentacji | Mecze i gole w reprezentacji | Mecze i gole w reprezentacji | Mecze i gole w reprezentacji | Mecze i gole w reprezentacji |
| #                            | Data                         | Miasto                       | Przeciwnik                   | Gol                          | Wynik                        | Rozgrywki                    |
| ---------------------------- | ---------------------------- | ---------------------------- | ---------------------------- | ---------------------------- | ---------------------------- | ---------------------------- |
| 1.                           | 17.01.2010                   | Nakhon Ratchasima            | Dania                        |                              | 1:3                          | PKT 2010                     |
| 2.                           | 20.01.2010                   | Nakhon Ratchasima            | Tajlandia                    |                              | 3:1                          | PKT 2010                     |
| 3.                           | 23.01.2010                   | Nakhon Ratchasima            | Singapur                     |                              | 6:1                          | PKT 2010                     |
| 4.                           | 09.10.2010                   | Chicago                      | Stany Zjednoczone            |                              | 2:2                          | towarzyski                   |
| 5.                           | 12.10.2010                   | Montreal                     | Ekwador                      |                              | 2:2                          | towarzyski                   |

## Kariera szkoleniowa
We wrześniu 2017 został trenerem Lewartu Lubartów. W czerwcu 2019 objął funkcję trenera Avii Świdnik.

## Afera korupcyjna
W czerwcu 2011 roku został skazany przez Sąd Rejonowy Wrocław-Śródmieście na rok więzienia w zawieszeniu na 3 lata, 20 tys. zł. grzywny za udział w korupcji w polskiej piłce nożnej, której dopuścił się jako zawodnik Zagłębia Lubin. Piłkarz został zobowiązany przez Sąd do zwrotu 72,2 tys. zł. otrzymanej premii za awans do Pucharu UEFA. Sprawa dotyczyła bezpośrednio wyjazdowego meczu Zagłębia z Cracovią w ostatniej kolejce sezonu I ligi 2005/2006 w dniu 13 maja 2006 roku. Zawodnicy z Lubina przekazali wówczas kwotę 100 tys. zł niektórym piłkarzom z Krakowa za uzyskanie remisu w tym spotkaniu (takie rozstrzygnięcie premiowało Zagłębie awansem do Pucharu UEFA). Mecz zakończył się bezbramkowym remisem, dzięki czemu Zagłębie zajęło trzecie miejsce w I lidze, zdobyło brązowy medal mistrzostw Polski i awansowało do europejskich pucharów.